# Universidad de Carabobo
La Universidad de Carabobo (abreviada UC) es una de las principales y más prestigiosas universidades de Venezuela, y una de las cinco universidades autónomas de ese país. Tiene su sede principal en la Ciudad Universitaria Bárbula al norte del Municipio Naguanagua en la Ciudad de Valencia, Estado Carabobo, Venezuela.
Es la principal casa de estudios universitarios del Estado Carabobo, de toda la Región Central y una de las más importantes del país. Ofrece estudios en más de 50 carreras de pregrado y 80 programas de posgrado, en las siete facultades actuales. Alberga una población estudiantil aproximada de más de 65 000 estudiantes, procedentes principalmente de la Región Central de Venezuela.
Según el QS Latin America University, para el año 2023 se encontraba ubicada en el puesto número 171 en Latinoamérica entre 180 universidades evaluadas. Así mismo, el ranking la ubica en el puesto número 7 entre las universidades del país.[cita requerida]
Después de la Ciudad Universitaria de Caracas de la UCV, el campus de la Ciudad Universitaria Bárbula es el más grande de Venezuela. Además, la Universidad posee un núcleo en La Morita Maracay, (Estado Aragua) en San Carlos, (Estado Cojedes) y próximamente se construirá un nuevo núcleo en la Parroquia Miguel Peña al sur de la ciudad de Valencia

## Historia

Bandera de la Universidad de Carabobo

La Universidad es creada por decreto presidencial del 11 de octubre de 1833 por el entonces jefe de Estado José Antonio Páez, bajo el nombre de Colegio Nacional de Valencia y se caracteriza por ser el primer centro de estudios superiores creado de esa forma. Aun así, es hasta el 5 de julio de 1836 cuando comienza a funcionar propiamente en la antigua sede del Hospital San Antonio de Padua en la llamada Casa de La Estrella.
Ya para 1840 se comienza a dictar Filosofía y doce años más tarde (1852) Ciencias Médicas, Políticas, Eclesiásticas, Filosóficas y Matemáticas, otorgándose el título de bachiller y cambiándose el nombre de la institución a Colegio de Estudios Superiores.
Dificultades de índole económica y políticas hacen que el Colegio sea cerrado hasta el 3 de octubre de 1874, cuando Antonio Guzmán Blanco lo abre nuevamente.
En 1883, el general Antonio Guzmán Blanco eleva al Colegio de Estudios Superiores a Colegio Federal de Primera Categoría, teniendo como rector al Dr. Julián Viso y contando en ese entonces con cerca de 100 alumnos. Estaba integrado por las siguientes especialidades: Filosofía, Ciencias Exactas, Ciencias Políticas y Ciencias Médicas. A causa de la elevación de rango, el antiguo Convento de San Francisco es sujeto de diversas modificaciones para convertirse en la nueva sede del Colegio Federal, siendo edificada una planta superior y desapareciendo el nivel de los techos originales.

### Universidad de Valencia
Es en 1880, cuando el Ingeniero Lino Revenga inicia la construcción del edificio sede de la Universidad que en ese momento era la Facultad de Derecho lo que hoy día es el Paraninfo. Más tarde, el 15 de noviembre de 1892 el presidente de la República para ese entonces, General Joaquín Crespo, decreta la creación de la Ilustre Universidad de Valencia.
Es sobre el Dr. Alejo Zuloaga E. en quien recae el honor de ser el Primer Rector de esta Universidad que comienza a funcionar con las Facultades de Derecho, Medicina, Ingeniería y Teología. Posterior al Dr. Zuloaga ejerce como Rector el Dr. Alejo Machado, quien permanece en el cargo hasta el año 1904, fecha en la cual la Universidad es clausurada por Decreto del General Cipriano Castro. El 12 de marzo de 1915, el presidente Constitucional del Estado Carabobo, Emilio Fernández, dicta un Decreto en donde se crea el Instituto Oficial de Ciencias Políticas que llevaría el nombre de Miguel José Sanz, fundador del primer Colegio de Abogados de Venezuela. En dicho instituto cursarían todas las asignaturas que permitirían optar al título de abogado y procurador. El director de este centro sería el doctor Alejo Zuloaga.
Para 1949, el 13 de diciembre, esta Escuela de Ciencias Políticas pasa a estar adscrita a la Facultad de Derecho de la Universidad Central de Venezuela.

### Reapertura
La lucha por el rescate de la Universidad fue una bandera jamás replegada: los valencianos nunca se resignaron a su Universidad cerrada, Valencia tuvo la suerte de recuperar su Universidad a pesar de. las permanentes gestiones de sus ciudadanos. A la muerte de Juan Vicente Gómez los valencianos pensaron que en la etapa de transición se lograría esta apertura y realizan muchas solicitudes. Luisa Galíndez en su libro: "Historia de Valencia" nos trae el siguiente relato: Pocas personas se atrevían a insinuar la conveniencia de la apertura de la Universidad de Valencia; durante la dictadura no se podía tratar el asunto. Sin embargo siendo presidente del Senado el Dr. Salvador Córdoba el 28 de abril de 1938 el siempre recordado Don Arturo Hurtado Castillo, con el Dr. Sifuentes, el Sr. Juan José Olavarría, presidente del Ayuntamiento y el Sr. Aníbal Lisandro Alvarado, personas preocupadas por la reapertura de la Universidad, que además insertaban en la prensa artículos alusivos a la misma, redactaron un comunicado que personalmente fue entregado a los congresantes por el Estado Carabobo el Dr. Carlos Joly Zárraga y Emiliano Azcúnez padre, quienes lo llevaron al Congreso. La respuesta fue negativa" Posteriormente, (la autora no señala fecha), se realizó igual solicitud al valenciano Dr. Rafael Ernesto López, Ministro de Instrucción y no se obtuvo respuesta alguna. La llegada de otro coterráneo a ese mismo Ministerio, el Dr. Enrique Tejera significa una fuerte esperanza para quienes aspiran la reapertura de la Universidad. De nuevo los preocupados ciudadanos repiten su intento y esta vez obtiene la siguiente respuesta, que copio textualmente del libro de Luisa Galíndez: "La necesidad de atender a las Universidades existentes, y los gastos que ocasionaría la instalación de un nuevo centro, el cual resultaría muy próximo a la Universidad Central obligaba al despacho a aplazar INDEFINIDAMENTE, la consideración de tan encomiable iniciativa." Era inesperada y decepcionante la respuesta de estos ministros que eran reconocidos como valencianos amantes de su terruño. La cercanía de Valencia con Caracas privó como razón, a pesar de que en el gobierno se mantenían ilustres carabobeños que se suponía eran luchadores por la causa universitaria.
No es sino hasta el 21 de marzo de 1958, cuando por el Decreto N 100 de la Junta de Gobierno que presidía el Contralmirante Wolfgang Larrazábal, cuando se abre la Universidad de Carabobo, y se nombra como Rector al Dr. Luis Azcunez Párraga. De esta manera la Escuela de Derecho Miguel José Sanz, pasa a ser la Facultad de Derecho, a la cual se unen la Facultad de Medicina y la Facultad de Ingeniería como las tres primeras de esta etapa de reapertura.

### Década de 2010
Para enero de 2014 la Universidad de Carabobo contaba con más de 65 000 estudiantes divididos en las 7 facultades, siendo éstas las siguientes:
- Facultad de Ciencias de la Educación (FACE)
- Facultad de Ciencias de la Salud (FCS)
- Facultad de Ciencias Económicas y Sociales (FACES)
- Facultad de Ciencias Jurídicas y Políticas (FCJP)
- Facultad Experimental de Ciencia y Tecnología (FACYT)
- Facultad de Ingeniería (FACING)
- Facultad de Odontología (FAO)

## Facultades, Escuelas y Carreras de Pregrado
Las Facultades son integradas por Escuelas o Carreras, siendo estos los lugares donde se ejerce la función docente a nivel de pregrado. Cada facultad es totalmente independiente de las otras, enfocándose cada una en sus áreas de conocimiento particular. Algunas escuelas pueden otorgar más de un título, y además están conformadas por grupos docentes (Departamentos y Cátedras) de Investigación y Extensión.
Las Facultades, Escuelas, Carreras de Pregrado y Programas de Postgrado impartidos en la Ciudad Universitaria Bárbula de la Universidad de Carabobo son:

### Facultad Experimental Ciencias y Tecnología (FACYT)
Inaugurada en 1993, es la séptima facultad abierta en la Universidad de Carabobo. Posee actualmente 5 carreras de pregrado y 1 programa de postgrado, y otros programas por aperturar próximamente.